# Lois Wilson

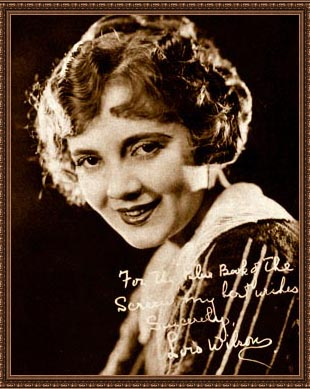
Lois Wilson

Lois Wilson (Pittsburgh (Pennsylvania), 28 juni 1894 - Reno (Nevada), 3 maart 1988) was een Amerikaans actrice.

## Biografie
Wilson won in 1915 een schoonheidswedstrijd, opgezet door Universal Studios. Hierdoor kwam ze ook in contact met acteren en kreeg kleine rollen in films. Wilson acteerde vervolgens in films van verschillende studio's, voordat ze in 1919 een contract kreeg bij Paramount Pictures. Haar contract verliep pas in 1927. In deze tijd werd ze onder andere uitgeroepen tot een van de WAMPAS Baby Stars en speelde in ongeveer 150 films. Zo was ze te zien in onder andere The Covered Wagon (1923) en The Great Gatsby (1926). Ze speelde tegenover grote namen, waaronder Rudolph Valentino en John Gilbert.
Hoewel de overgang naar de geluidsfilm veelbelovend leek voor Wilson, was Wilson echter teleurgesteld en ging uiteindelijk in 1941 met pensioen. Hierna deed ze vooral theaterwerk. Ze was ook op Broadway te zien. Van 1954 tot en met 1955 was ze in de soapserie Guiding Light te zien.
Wilson stierf aan een longontsteking in 1988.

## Filmografie (selectie)
- 1916:The Dumb Girl of Portici
- 1920:The City of Masks
- 1921:Miss Lulu Bett
- 1922:Manslaughter
- 1923:The Covered Wagon
- 1923:To the Last Man
- 1924:Monsieur Beaucaire
- 1925:The Vanishing American
- 1926:The Show Off
- 1926:The Great Gatsby
- 1929:The Show of Shows
- 1931:Seed
- 1932:Law and Order
- 1932:The Expert
- 1932:The Rider of Death Valley
- 1932:Divorce in the Family
- 1932:The Crash
- 1933:Laughing at Life
- 1933:Deluge
- 1933:Female
- 1934:Bright Eyes
- 1935:Life Returns
- 1936:Wedding Present
- 1949:The Girl from Jones Beach

- Gemeinsame Normdatei: 1122443978
- International Standard Name Identifier: 0000 0000 9993 2684
- Library of Congress Control Number: n87896260
- Nationale Bibliotheek van Israël: 987007448996205171
- SNAC: w6xs7s7f
- Virtual International Authority File: 58146357
- WorldCat: E39PBJxd6mc7D9kddMrFphcHG3